# Morsowanie

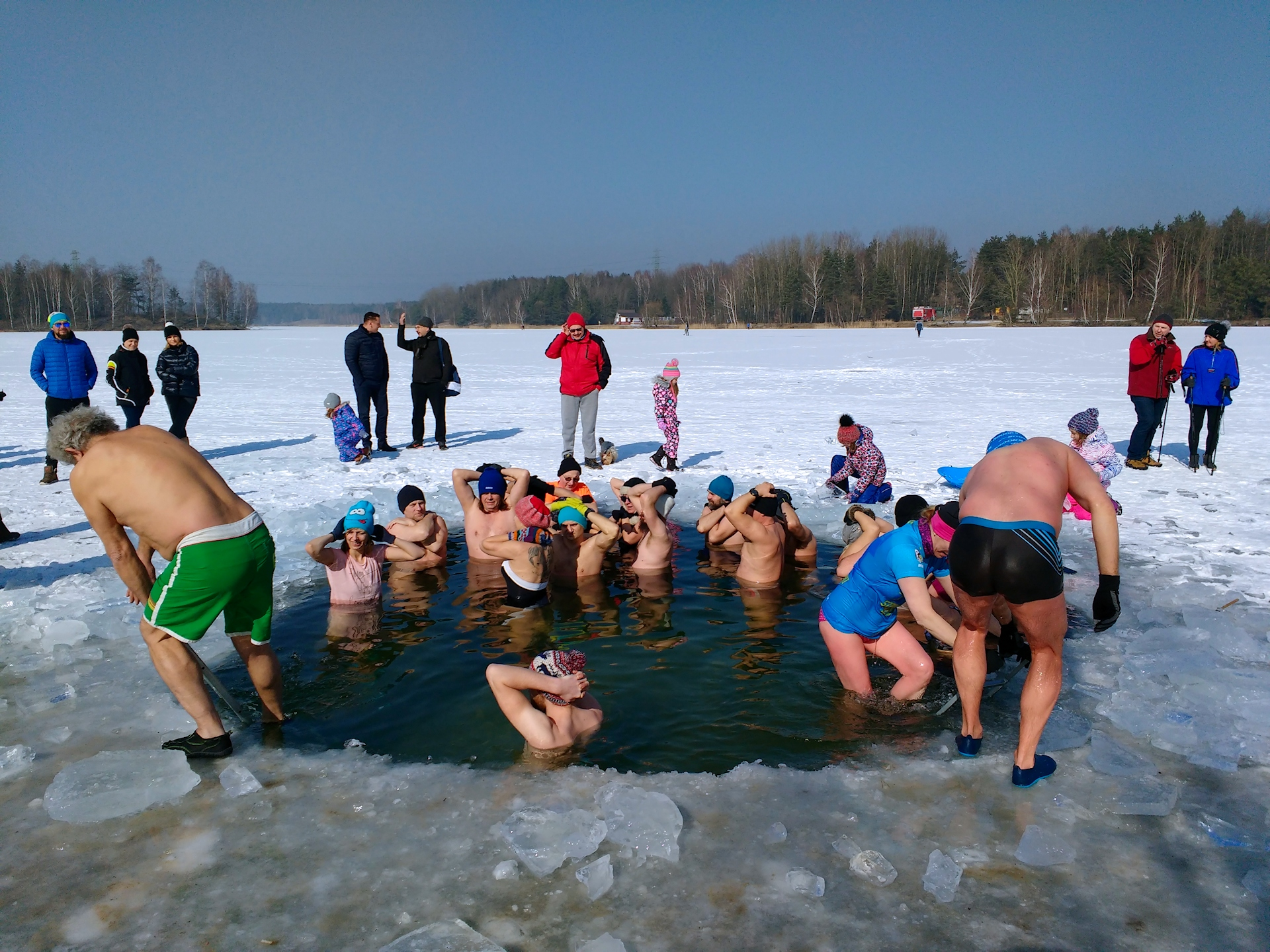
Morsowanie w przeręblu w zamarzniętym zalewie Chechło-Nakło

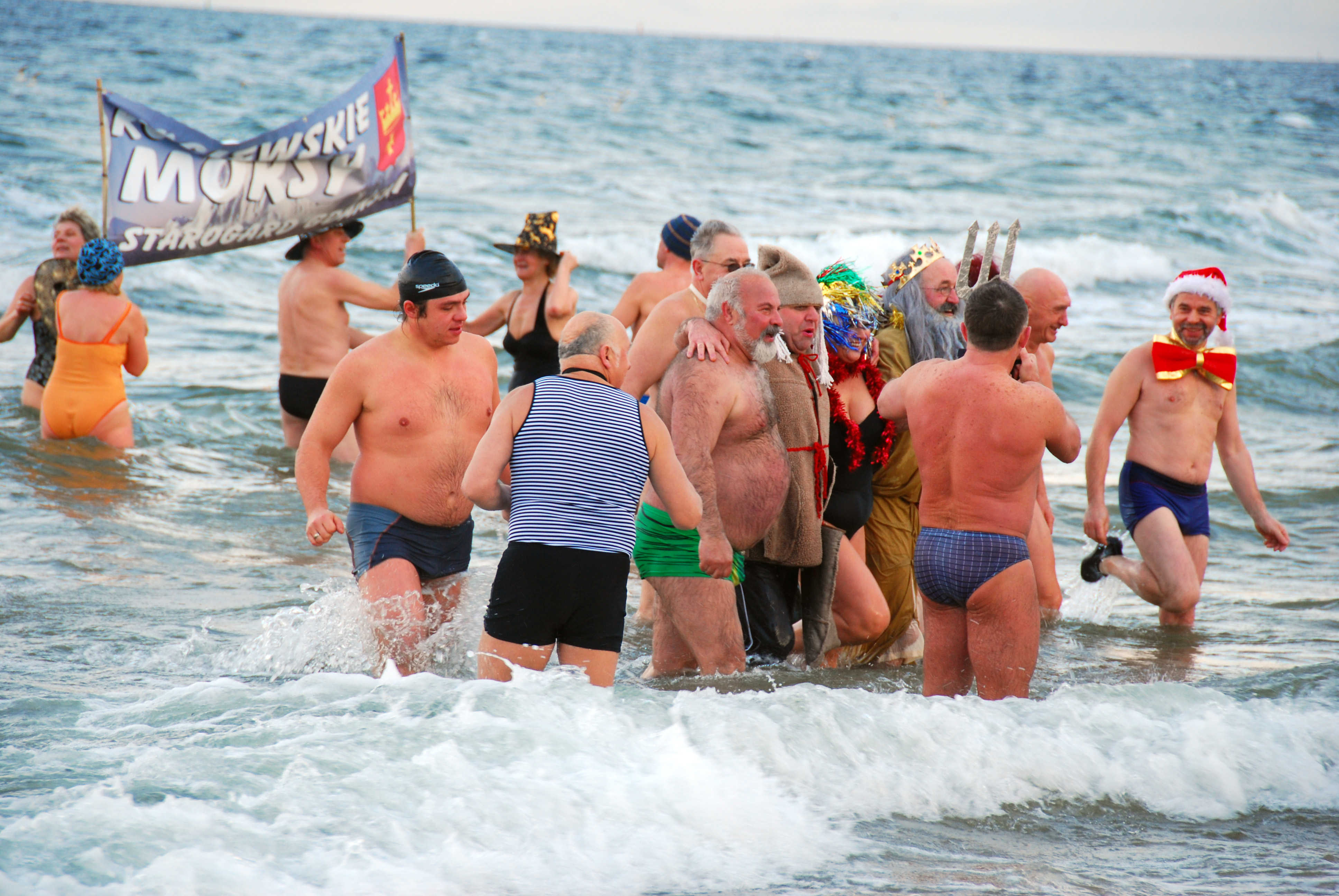
Grupa morsów podczas noworocznej kąpieli w Gdańsku

Morsowanie – zanurzenie lub krótkotrwała kąpiel w zimnej wodzie jeziora, morza, rzeki albo innego zbiornika wodnego. Może przyjąć formę kąpieli w przeręblu. Praktykowane jest od jesieni do wiosny i zwykle ma charakter grupowy.
Określenie zimna woda jest kwestią umowną związaną z reakcją fizjologiczną organizmu na zimno. Za zimną uznaje się wodę o temperaturze niższej niż 15 °C. Dla potrzeb morsowania za zimną wodę uznaje się wodę o temp. w przedziale 8–12 °C, a za lodowatą o temp. ≤ 4 °C
Regularne kąpiele w wodzie wpływają korzystnie na ciało i ducha, jednak wyjątkowe właściwości hartujące, pomagające zaadaptować się do trudnych warunków zimy, mają kąpiele w zimnej lub lodowatej wodzie. W Polsce znane jest przysłowie „zimna woda zdrowia doda”.

## Historia
Zanurzanie się i pływanie w zimnej wodzie ma tradycję sięgającą zarania dziejów. Najstarsze wzmianki związane ze zanurzeniem w wodzie w celach leczniczych pochodzą z Egiptu i są datowane na 2500 lat p.n.e.
- Hipokrates 400 lat p.n.e. powiadał o wodzie, że „zimna rozgrzewa, a ciepła oziębia” i zalecał zimną wodę w chorobach podagrycznych, paralitycznych i gorączkowych[2][5].

- w starożytności zimna woda była traktowana z respektem. W 450 p.n.e. grecki historyk Herodot, opisując wyprawę perskiego generała Mardonisa, zauważył, że „...ci, którzy nie umieli pływać, zginęli z tego powodu inni z zimna”[2].
- XVI wiek nadworny lekarz króla Zygmunta Augusta Józef Struś propagował leczenie zimnymi kąpielami[6]
- 1578 r. doktor Wojciech Oczko w traktacie „Cieplice” zawarł przepisy kąpielowe oraz wskazania i przeciwwskazania do ich stosowania[6]
- pod koniec XVIII wieku w wyniku stworzenia kostiumu kąpielowego doszło do popularyzacji kąpieli morskich i rozwoju kurortów nadmorskich[2][7].
- w 1818 r. Lord Byron, zainspirowany tragiczną miłością Hero i Leander przepłynął cieśninę Hellespont[8].
- w 2002 roku pływaczka Lynne Cox w rekordowym czasie 25 min przepłynęła milę w lodowatych wodach Antarktydy.
- w lipcu 2007 roku Lewis Gordon Pugh podjął pierwszą próbę przepłynięcia jak najdłuższego dystansu w wodzie o temp –1,8 °C. Udało mu się przepłynąć dystans 1 km w czasie 21 min[9]. Podczas tego wyczynu doznał odmrożenia palców, a odzyskanie czucia zajęło mu 4 miesiące.

## W Polsce
Amatorzy kąpieli w zimnej wodzie w Polsce są potocznie nazywani morsami. Najstarszą organizacją w Polsce zrzeszającą sympatyków morsowania jest założony w 1975 roku Gdański Klub Morsów.
W Polsce został pobity rekord Guinnessa w największej liczbie osób biorących jednocześnie udział w morsowaniu – 1799 uczestników podczas Międzynarodowego Zlotu Morsów w Mielnie w 2015 roku.

## Na świecie

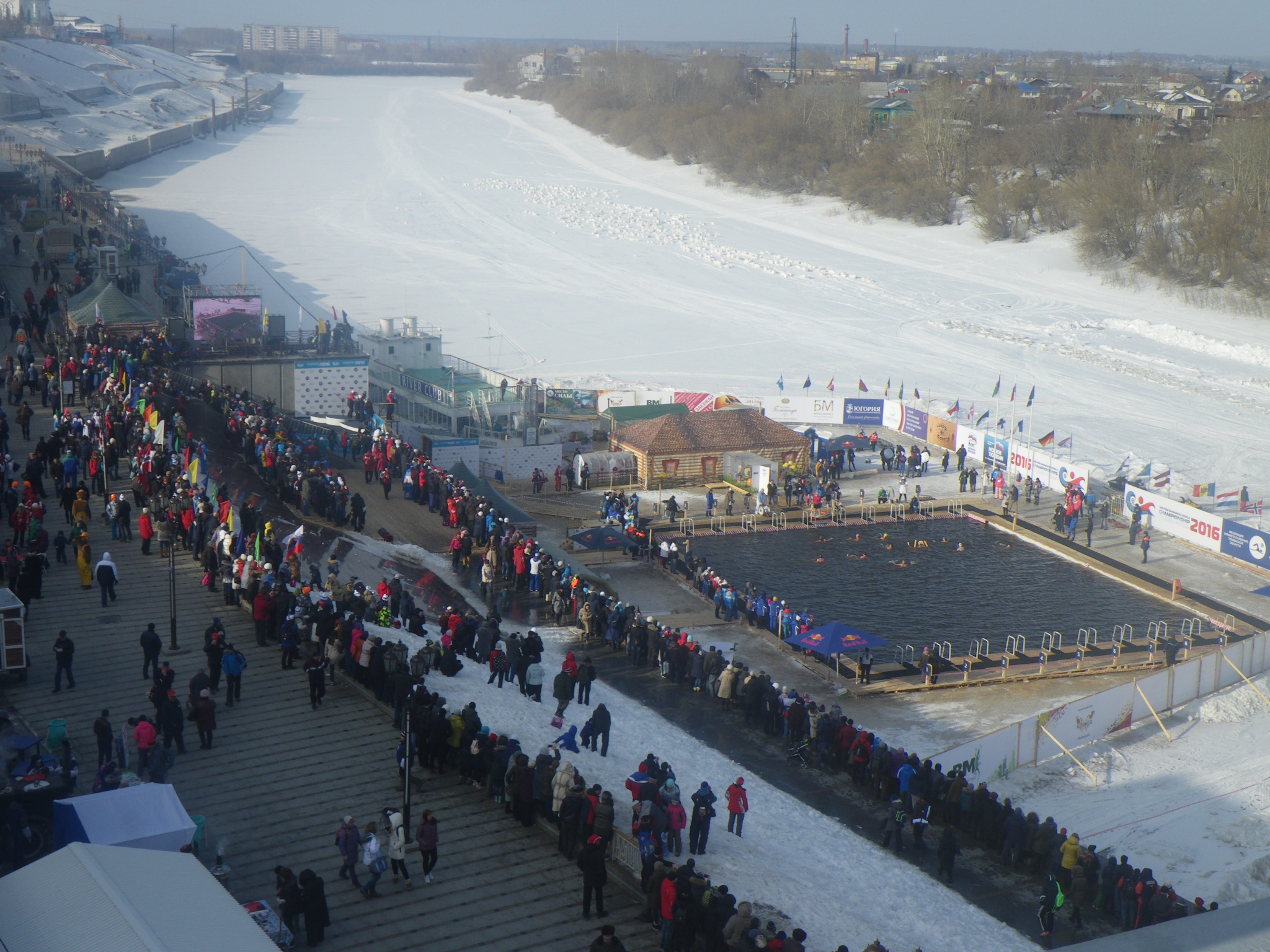
X Zimowe Mistrzostwa Świata w pływaniu na dystansie od 25 do 450 metrów. Tyumen, 2016 rok

Zanurzanie się w zimnej wodzie jest aktywnością ciesząca się sporą popularnością w krajach nordyckich (szczególnie w Finlandii), bałtyckich, Europie Wschodniej, gdzie jest związana z lokalnymi tradycjami i powszechnością łączenia tej czynności z sauną oraz banią. Liczbę regularnie kąpiących się Finów (1–2 x w tygodniu) szacowana jest na 150 000. Pierwsze zawody pływackie zostały zorganizowane w Finlandii w miejscowości Tampere w 1989 roku.
W Rosji, podobnie jak w Polsce, sympatyków zimowych kąpieli nazywa się morsami, w Finlandii fokami, w Stanach Zjednoczonych niedźwiedziami polarnymi.

### Zimowe Mistrzostwa Świata w pływaniu
W 2000 roku w Helsinkach zostały zorganizowane pierwsze Zimowe Mistrzostwa Świata w pływaniu (WSWC). Od 2002 roku zimowe zawody pływackie odbywają się corocznie (mistrzostwa świata – raz na dwa lata). Konkurencje mistrzostw: 25 metrów (styl klasyczny i styl dowolny), 50 metrów styl dowolny, 450 metrów styl dowolny i 4 × 25 metrów styl klasyczny. W 2006 roku w Finlandii powstało Międzynarodowe Stowarzyszenie Pływaków Zimowych (ang. International Winter Swimming Association (IWSA)). W 2009 roku zostało powołane Międzynarodowe Stowarzyszenie Pływaków Lodowych (ang. The International Ice Swimming Association (IISA)).
| Rok  | Miasto        | Kraj            | Liczba uczestników |
| ---- | ------------- | --------------- | ------------------ |
| 2000 | Helsinki      | Finlandia       | 500                |
| 2001 | Jyväskylä     | Finlandia       | 700                |
| 2002 | Kajaani       | Finlandia       | 650                |
| 2004 | Muonio        | Finlandia       | 300                |
| 2006 | Oulu          | Finlandia       | 980                |
| 2008 | Londyn        | Wielka Brytania | 680                |
| 2010 | Bled          | Słowenia        | 790                |
| 2012 | Jurmała       | Łotwa           | 1129               |
| 2014 | Rovaniemi     | Finlandia       | 1244               |
| 2016 | Tyumen        | Rosja           | 1275               |
| 2018 | Tallin        | Estonia         | 1389               |
| 2020 | Bled          | Słowenia        | 1052               |
| 2022 | Pietrozawodsk | Rosja           | impreza odwołana   |
| 2023 | Bled          | Słowenia        |                    |
| 2024 | Tallinn       | Estonia         |                    |

### Tradycje związane z zanurzaniem w zimnej wodzie

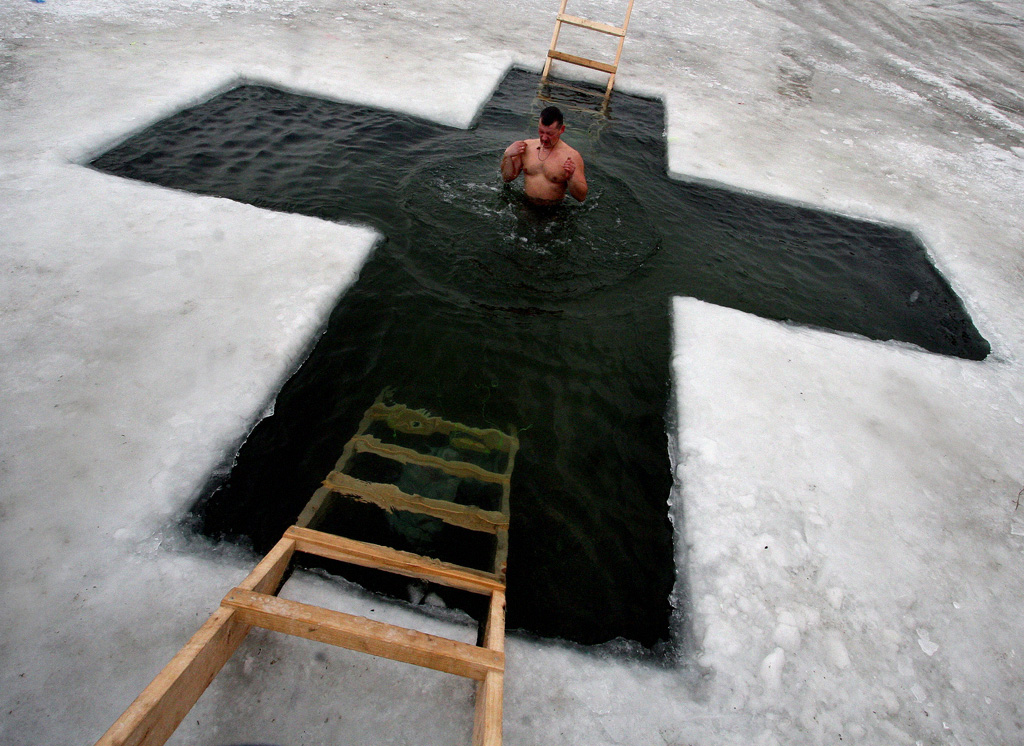
Wyznawcy prawosławia, aby uczcić święto Objawienia Pańskiego, wycinają w lodzie otwór w kształcie krzyża

- W krajach, gdzie prawosławie jest dominującą religią, głównie w Europie Wschodniej, kąpiele w zimnej wodzie są częścią obchodów święta Objawienia Pańskiego (Epifania) przypadającego według kalendarza juliańskiego na 19 stycznia[23]. W Polsce święto Objawienia Pańskiego jest nazywane świętem Trzech Króli. Według tradycji w tym dniu Jezus został ochrzczony w Jordanie, aby uczcić ten fakt, w tafli lodowej zbiorników wodnych wycina się otwór w kształcie krzyża (łacińskiego lub prawosławnego). Po modlitwie wierni około północy trzykrotnie zanurzają się w wodzie.
- W religii shintō 11 dnia każdego miesiąca wierni praktykują misogi (jap. 禊), polegający na pielgrzymce do świętych cieków wodnych, gdzie po uprzednim poście, modlitwie i ćwiczeniach zanurzają się w lodowatej wodzie w celu oczyszczenia. Ta praktyka jest formą medytacji i stanowi uzupełnienie treningu w niektórych sztukach walki jak aikido, w celu przygotowania umysłu do treningu i rozwoju swojego dantian[24].
- Obchodzenie nowego roku w zimnej wodzie. Jest to tradycja zapoczątkowana w 1904 roku USA[25], która obecnie jest praktykowana przez morsów na całym świecie[24].

## Przygotowanie i zagrożenia

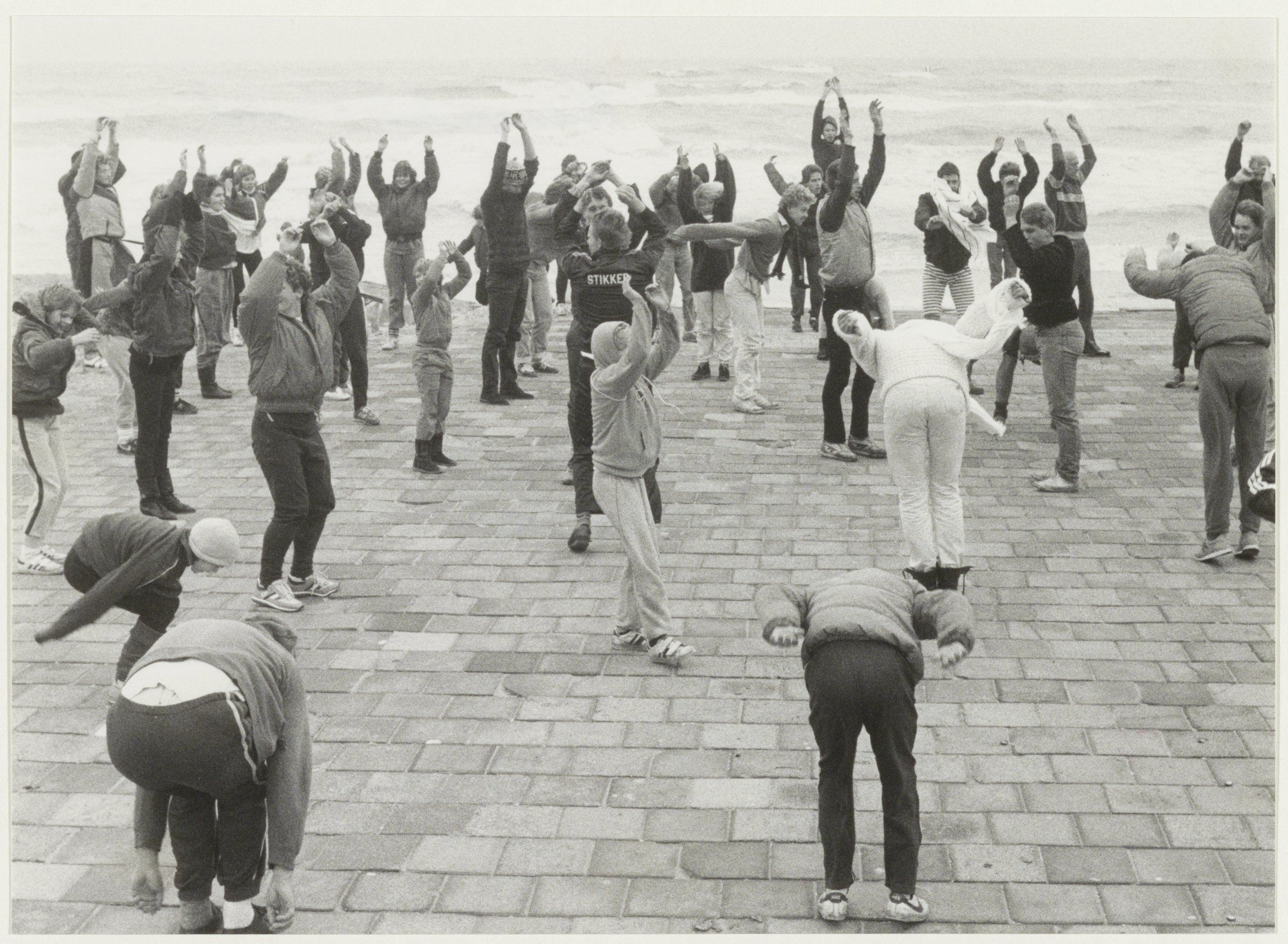
Rozgrzewka przed wejściem do zimnej wody w Holandii, 1984 rok

Przystępując do morsowania należy być odpowiednio przygotowanym pod względem: psychicznym, kondycyjnym, zdrowotnym, jak i organizacyjnym. Należy być świadomym swoich aktualnych możliwość fizycznych i aktualnego ogólnego stanu zdrowia. Kąpiel w przeręblu to aktywność, która przede wszystkim ma walor profilaktyczny i rekreacyjny, natomiast nie leczniczy.
Aby zminimalizować ryzyko szoku termicznego do morsowania należy się przygotowywać kilka miesięcy wcześniej przez stopniowe oswajanie się z zimną wodą oraz ćwiczenia fizyczne, oddechowe i medytacyjne. Kąpiele w zimnej wodzie są dość sporym wysiłkiem, a lodowatej silnym szokiem dla organizmu, dlatego osoby wrażliwe na zimno powinny rozpocząć regularne oswajanie się z zimną wodą późnym latem lub na początku jesieni.
Regularne stosowanie technik medytacyjnych, zwłaszcza medytacji transcendentalnej, wpływa na redukcję poziomu lęku, podniesienie odporności na ból, obniżenie ciśnienia krwi oraz w dłuższym okresie może wpłynąć na zmniejszenie przypadków incydentów kardiologicznych, udaru mózgu. Głównym celem stosowanych technik medytacyjnych podczas przygotowania do kąpieli oraz w jej trakcie (medytacja w zimnej wodzie) jest wydłużenie czasu przebywania w zimnej wodzie. U osób zahartowanych do zimna występuje termogeneza bezdrżeniowa poprzedzająca (ang. anticipatory thermogenesis) po raz pierwszy zbadana u pływaka lodowego Lewis Gordon Pugh polegająca na generowaniu w sposób świadomy znacznych ilości ciepła przez brunatną i beżową tkankę tłuszczową kilka minut przed kontaktem z lodowatą wodą. Techniki medytacyjne nie wpływają na redukcję ryzyka związanego z następstwem szoku termicznego.
Przed dołączeniem do grupy morsów, należy w ramach konsultacji lekarskiej wykluczyć problemy kardiologiczne, w tym ukryte np. zespół długiego QT, choroba niedokrwienna serca, przerost mięśnia sercowego, choroby układu krążenia, nadciśnienie, epilepsję, choroby nerek, które są jednym z przeciwwskazań do morsowania.
Kąpiel w zimnej wodzie należy odbywać w asekuracji doświadczonej osoby lub w większej grupie. Dotyczy to zwłaszcza nowicjuszy nieświadomych potencjalnych zagrożeń w postaci np. szczególnie niebezpiecznych następstw szoku termicznego, nagłej utraty świadomości, hipotermii, spadku możliwości poruszania się w wodzie skaleczeń czy ryzyka odmrożeń.
Metodami wspomagającymi przygotowanie do zanurzenia w zimnej wodzie mogą być: zimne prysznice, chodzenie boso, praktykowanie technik oddechowych, m.in. Butejki, Wima Hofa, praktykowanie technik medytacyjnych, m.in. tummo, post przerywany w protokole 19/5 (5-godzinne okno żywieniowe).

### Wejście do wody
W celu uprawiania morsowania warto zaopatrzyć się w kostium kąpielowy. W przypadku nieznanego lub skalistego dna stopy można osłonić przed skaleczeniem, zakładając obuwie ochronne. Aby, dłużej wytrzymać w wodzie wrażliwe powierzchnie dłoni można osłonić rękawiczkami, a głowę czapką.
Zamierzając pływać w zimnej wodzie w danym dniu, należy być: wypoczętym, trzeźwym i na czczo (3 h przed wejściem do wody nie należy jeść). Tuż przed wejściem do wody wykonuje się min. 15-minutową rozgrzewkę organizmu. Wchodzenie do wody pod wpływem substancji wpływających na działanie układu nerwowego jest niedopuszczalne, dotyczy to też alkoholu, który zmniejsza odporność organizmu na hipotermię.
Długość kąpieli oraz stopień zanurzenia ciała uzależnione są od samopoczucia, doświadczenia, wieku i temperatury wody. Najniebezpieczniejszym momentem podczas morsowania, związanym z największą liczbą zgonów w wyniku utonięcia, jest szok termiczny (ang. cold shock) dotyczący każdej osoby wchodzącej do wody. Po zanurzeniu szczytowy moment szoku termicznego osiągany jest po około 30 sek., adaptacja osiągana jest po około 2–3 min. Dłuższe przebywanie > 3 min w wodzie prowadzi do powolnego wychłodzenia coraz głębszych warstw organizmu, prowadząc po pewnym czasie do zaburzeń przewodnictwa nerwowego obserwowanego w postaci zaburzeń czucia, spadku siły, problemów z poruszaniem się, paraliżu obwodowego, co może wpłynąć na ryzyko utonięcia. U zdrowych osób w ciągu pierwszych 30 min hipotermia (głębokie wychłodzenie tkanek) nie powinna się pojawić.
Objawy hipotermii w zależności od temperatury ciała to:
- 35 – 32,2 – hipotermia łagodna
  - Początkowa – aktywna faza walki z utratą ciepła: wzrost ciśnienia tętniczego, dreszcze, przyspieszona akcja serca, przyspieszenie częstości oddechowej, skurcz mięśni gładkich naczyń krwionośnych,
  - Wtórna faza – na skutek osłabienia: apatia, zaburzenie koordynacji ruchowej, zimna diureza – nerki tracą zdolność zagęszczania moczu, spadek objętości krwi, zaburzenie postrzegania objawiające się dezorientacją.
- 32,2 – 28 – hipotermia umiarkowana
  - zaburzenia rytmu serca, obniżenie akcji serca, zawężenie pola świadomości, spadek liczby oddechów, rozszerzenie źrenic, zanik odruchów bezwarunkowych, spadek ciśnienia krwi
- 28 > – hipotermia silna
  - ustawanie akcji oddechowej, śpiączka, ustawanie aktywności elektrycznej mózgu EEG, brak reakcji źrenic na światło, skąpomocz, obrzęk płuc, zanik czynności elektrycznej serca (zatrzymanie akcji serca)

Aklimatyzacja do zimna wynosi około 10 dni i przejawia się w większej odporności na hipotermię.
Pływacy lodowi z nadwagą i otyłością z powodu izolacyjnych właściwości podskórnej tkanki tłuszczowej zgromadzonej na tułowiu są znacznie bardziej odporni na hipotermię. Przykładem jest przypadek islandzkiego rybaka Gudlaugur Fridthorsson o BMI 33,56 kg/m², którego kuter zatonął, koledzy utonęli, a on w lodowatej wodzie morskiej o temp. 5 °C (temp. powietrza wynoszącej ok. –2 °C) ubrany w dżinsy, koszulę i sweter w ciągu 6 h zdołał, dopłynął do brzegu. Uważa się, że wysportowany pływak w wodzie o temp 0,3 °C może przebywać do max. 45 min.

## Zalety
Zdrowotne zalety regularnych kąpieli w zimnej wodzie są znane od czasów starożytnych.
- zwiększa się odporność na zimno m.in. przez podniesienie podstawowej przemiany materii[48][49][50].

- krótkotrwała ekspozycja na silne zimno zwiększa odporność organizmu[51][52][53] m.in. o 40% na wirusowe choroby zakaźne górnych dróg oddechowych[54], jednak długa ekspozycja na zimno bez wystarczającej regeneracji (przewlekły stres) obniża odporność na infekcje[55][56]. Podobnie jak zbyt intensywny trening fizyczny powyżej 80% VO2max przyczynia się do apoptozy limfocytów i spadku odporności[56].

- nagłe zmiany temperatur zwiększają wydolność układu sercowo-naczyniowego[57].

- poprawia ukrwienie skóry, w konsekwencji wpływając na jej lepszą kondycję i wygląd.

- poprawia parametry krwi[58], jak profil lipidowy[59][60], hormonalny[61][62][63] oraz ciśnienie krwi[64].

- poprawia regenerację organizmu po intensywnym wysiłku fizycznym lub psychicznym (redukuje poziom stresu[65]).

- pływanie w lodowatej wodzie wpływa korzystnie na psychikę[4] m.in. przez aktywację przywspółczulnego układu nerwowego działa przeciwdepresyjnie[66], ta metoda wykorzystywana jest w leczeniu depresji.

- redukuje stany zapalne[2].
- zimno aktywuje i zwiększa ilość brunatnej tkanki tłuszczowej, której aktywność w procesie tzw. termogenezy bezdrżeniowej może pomóc m.in. w przypadku redukcji nadmiernie rozwiniętej podściółki tłuszczowej u osób z nadwagą i otyłością[67].
- poprawia jakość snu.
- ekspozycja na zimno zwiększa aktywację kardiolipiny odpowiedzialnej m.in.za zwięszenie stabilności mitochondrialnej błony komórkowej oraz wydajności wytwarzania energii przez organizm[68].

W celu polepszenia efektów kąpieli w zimnej wodzie morsowanie można połączyć z wizytą w tradycyjnej bani lub saunie.